# Echive de Bures
 (janvier 2015).
Echive de Bures († après 1187), fille de Godefroy de Bures et sœur de Guillaume II de Bures et d'Elinard de Bures, princes de Galilée et de Tibériade, fut princesse de Galilée et de Tibériade et comtesse de Tripoli.
En 1130 Echive épouse Gautier de Saint-Omer. De ce mariage sont nés quatre fils:
- Hugues II de Saint-Omer, prince de Galilée et de Tibériade de 1187 à 1204 ∞ Marguerite d'Ibelin, fille de Balian d'Ibelin
- Guillaume de Saint-Omer ∞ Marie, fille de Renier, connétable du comté de Tripoli, veuve de Baudouin d'Ibelin
- Raoul de Saint-Omer, prince de Galilée et de Tibériade de 1204 à 1219, ∞ Agnès Grenier, fille de Renaud Grenier, comte de Sidon
- Eudes de Saint-Omer (ou Oste ou Odon), connétable de Tripoli, seigneur de Gogulat ∞ Fenie (Euphémie) Garnier, fille de Renaud de Grenier, comte de Sidon

Veuve en 1174, elle épouse en secondes noces Raymond III de Tripoli qui devient alors prince consort de Galilée et seigneur consort de Tibériade. Aucun enfant n’est né de ce mariage.